# Himmel auf Erden
Himmel auf Erden ist ein Lustspiel in einem Akt von Christoph Hein, das am 9. Oktober 1999 im Schauspielhaus Chemnitz unter der Regie von Tatjana Rese uraufgeführt wurde. Der Text erschien im selben Jahr innerhalb der Sammlung Christoph Hein. Stücke im Aufbau-Verlag Berlin.

## Inhalt

### Handlung
Ein paar Jahre nach der Wende ziehen der 35-jährige Maurer Heinz und der 40-jährige Zimmermann Horst in einem Dorf im Norden der ehemaligen DDR in sechswöchiger Arbeit ein Haus hoch. Zum Richtfest stellt der Bauherr bereits am Morgen um sieben Uhr Bier und Schnaps hin. Als der Polier um zehn Uhr erscheint, kann er die Angetrunkenen nicht mehr aufs Gerüst lassen. Während der letzten Wochen wollten Heinz und Horst schon immer einmal wissen, was die entzückenden Exotinnen in ihrer Live-Show in dieser Bar „Himmel auf Erden“, die der Baustelle gegenüberliegt, eigentlich zu bieten haben. Laut Werbeplakat ist ja der Eintritt frei und die Exotinnen zeigen ihre freizügigen Darbietungen angeblich rund um die Uhr. Unter einer Exotin stellt sich Horst ein schlitzäugiges Mädchen aus Thailand, Taiwan oder Tahiti vor. Die beiden Bauarbeiter betreten die Bar und nehmen in ihren verdreckten Arbeitsklamotten Platz. Heinz und Horst finden nur das 60-jährige Faktotum Elsa vor. Elsa macht die zwei einzigen Gäste mit den ungeschriebenen Spielregeln des Hauses bekannt. Eine Darbietung gibt es nur, nachdem die Gäste jeder ein Getränk à la carte bestellt haben. An den horrenden Preisen scheitert der Auftritt einer der Exotinnen, die tatsächlich erscheint, aber gar keine Schlitzaugen hat. Der Knauser Heinz will das viele Geld für ein Mineralwasser unbedingt sparen und es gemeinsam mit seiner Frau und den zwei Jungen am Nachmittag auf dem Rummelplatz ausgeben. Horst ist nicht so geizig. Der Zimmermann kommt Yvonne – so heißt die 35-jährige Tänzerin – menschlich näher und will auch für Heinz bezahlen, damit es endlich etwas wird mit der Darbietung. Dazu kommt es nicht. In dem Gespräch mit Yvonne stellt sich heraus, die Tänzerin wohnt in dem Nachbarort Zarrentin und ist eine arbeitslose gelernte Bauzeichnerin, die mit Heinz einmal dieselbe Berufsschule besucht hat. Insiderin Yvonne weiß auch, Heinz heißt Achim und hat den Beruf eines Malers erlernt. Tatsächlich, Achims Arbeitgeber hat Pleite gemacht. Deshalb ist der Maler nun als angelernter Maurer tätig. Auf der Baustelle wird er der Eindeutigkeit wegen von den Bauarbeitern Heinz gerufen.
Heinz steht auf und macht sich davon. Er muss aufpassen, dass ihn seine Schwiegereltern, die in der Nähe wohnen, nicht sehen. Yvonne empfiehlt Horst, das nächste mal abends zu kommen, wenn richtiger Betrieb ist. Horst ist nicht abgeneigt, denn ihm gefällt diese Frau nicht nur als Bauzeichnerin. Einen Hunderter möchte er aber in dem Fall mindestens einstecken haben, rät Yvonne dringend.

### Textausgaben
Verwendete Ausgabe
- „Himmel auf Erden“. S. 163–191 in: Christoph Hein: Stücke: Bruch. In Acht und Bann. Zaungäste. Himmel auf Erden. 192 Seiten. Aufbau-Verlag, Berlin 1999 (1. Aufl.), ISBN 3-351-02891-1

## Anmerkung
1. ↑  Ein Nachbarort ist Zarrentin (Verwendete Ausgabe, S. 185, 13. Z.v.o.).